# Chiesa di Santa Maria della Pace (Brescia)
(Filippo Juvarra, visitando il cantiere della chiesa nel 1729)

Scultura di Evangelista di ignoto nell'ingresso della chiesa.

La chiesa di Santa Maria della Pace è una chiesa di Brescia, situata a metà dell'omonima Via Pace, non lontano dalla chiesa di San Francesco d'Assisi. Appartiene alla Congregazione dell'Oratorio di San Filippo Neri.

## Storia

### Premesse

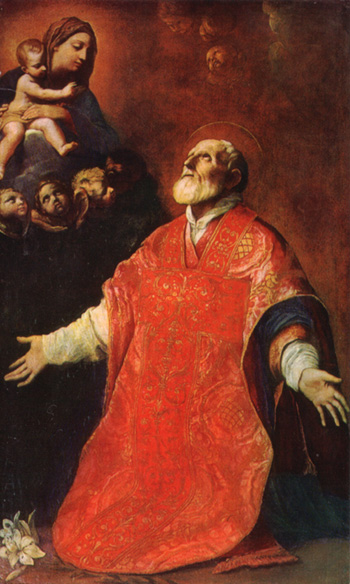
San Filippo Neri in un quadro di Guido Reni.

La fondazione della chiesa di Santa Maria della Pace, nella prima metà del Settecento, si pone al centro di un periodo di grande rinnovo e fervore religioso a Brescia dovuto alla rinascita economica e sociale della città dopo l'epidemia di peste del 1630, in larga parte favorito dall'operato del vescovo Angelo Maria Querini che venne a capo della diocesi di Brescia nel 1728. Nello stesso periodo, anche il cantiere del Duomo nuovo si riapriva, dopo anni di abbandono. La fondazione della chiesa si deve ai Padri Filippini che, nel 1686, lasciano il convento della chiesa di San Gaetano e si trasferiscono in un palazzo vicino alla torre della Pallata, dove viene aperto un nuovo oratorio. Il primo accenno alla chiesa viene fatto in un verbale della Congregazione Universale datato 10 luglio 1697, dove viene registrata la scelta comune, messa ai voti, di edificare il nuovo luogo di culto.
Vi erano comunque state delle premesse, evidenziate in particolare da una serie di corrispondenza scambiata tra il 1691 e il 1692 da due filippini, Padre Brunelli e Padre Celerio: quest'ultimo si era recato a Roma per alcune pratiche di culto, ma scriveva a Padre Brunelli, rimasto a Brescia, della bellezza e della varietà delle chiese di Roma, dalle quali si poteva estrarre il meglio per far sì che il progetto della nuova chiesa fosse bello e alla moda col nuovo stile dell'epoca, il barocco, e coi nuovi dettami della Controriforma. Il proposito viene inizialmente ritardato dalla guerra di successione spagnola, che scoppia pochi anni dopo. Bisogna attendere il 1707 per trovare una nuova annotazione riguardante la fabbrica della chiesa, in un nuovo verbale dei Filippini datato 3 settembre dove si registra l'acquisto del terreno su cui sorgerà, un fondo di proprietà dei nobili Calini che viene pagato 34.100 lire veneziane.
Segue una nuova pausa, probabilmente dovuta a difficoltà finanziarie e, soprattutto, per le trattative d'acquisto di un altro fondo dai Masperoni, che doveva completare il terreno sul quale costruire la chiesa. Nel 1719, inoltre, si ha la conferma che il disegno della chiesa è affidato a Giorgio Massari, importante architetto operante nella repubblica di Venezia a quel tempo. Le prime voci annotate sul Libro spese della Fabbrica si rileva la presenza del Massari a Brescia nel marzo 1720, affiancato da Bartolomeo Spazzi, originario di Salò e architetto locale. Si ha anche notizia di un modello in legno della chiesa, del quale ci è giunta solamente la cupola. Completato l'acquisto dei fondi e ottenuto un architetto cui commissionare il progetto, si poteva finalmente dar via al cantiere della chiesa, dopo almeno trent'anni dalla nascita delle prime idee in merito.

### La fabbrica

#### La prima pietra
La posa della prima pietra viene narrata nei Diari dei Bianchi, una famiglia bresciana con numerose presenze negli ordini religiosi e in Vescovado. Il capitolo, al riguardo, scrive: "Adì 15 settembre, Domenica in cui cade la solennità del Nome di Maria, si mette da Mons. Giov. Francesco nostro Vescovo (si tratta di Gianfrancesco Barbarigo) la prima pietra della Chiesa che intendono Fabbricare li Padri della Congregazione dello Oratorio, detti della Pace, e ciò con grande concorso di gente e superbissima musica, e sopra detta pietra, che fu collocata in cornu evangelii (uno dei lati del presbiterio) nel fondamento del Pilone dove dovransi mettere li balaustri dello Altare Maggiore, fu posta una scattola rottonda di piombo con dentro un medaglione di metallo, che da una parte aveva impresso l'arma del Pontefice regnante (era Papa Clemente XI) col nome del medesimo e l'anno del Pontificato, l'arma del Serenissimo Principe con il nome dell'istesso ed anno del Principato, l'arma dell'Ill.mo e Rev.mo nostro Vescovo con il nome del medesimo ed anno del Vescovato, e l'arma dell'Ecc.mo sig. Pietro Grimani [...], uno delli tre Inquisitori mandati dalla Serenissima Repubblica [...]. Dall'altra parte della medaglia vi era il titolo di detta chiesa e l'anno di nostra salute 1720, e si faceva menzione della Congregazione dell'Oratorio. Ne' giorni poi in venire si seguita a lavorare alla galliarda, credendosi abbia a riuscire una delle chiese più celebri che sii in Brescia....
Questa lode da parte dei Bianchi doveva provenire, molto probabilmente, dalla vista del modello in legno della chiesa, sicuramente presente alla posa della prima pietra. Della medaglia, descritta, oltretutto, ne esistono ancora due esemplari.
Le due cupole sono alte da terra 52 e 37 m. rispettivamente, la torre campanaria 40 metri. Il diametro della cupola maggiore alla base è di 17 metri..

#### Il cantiere

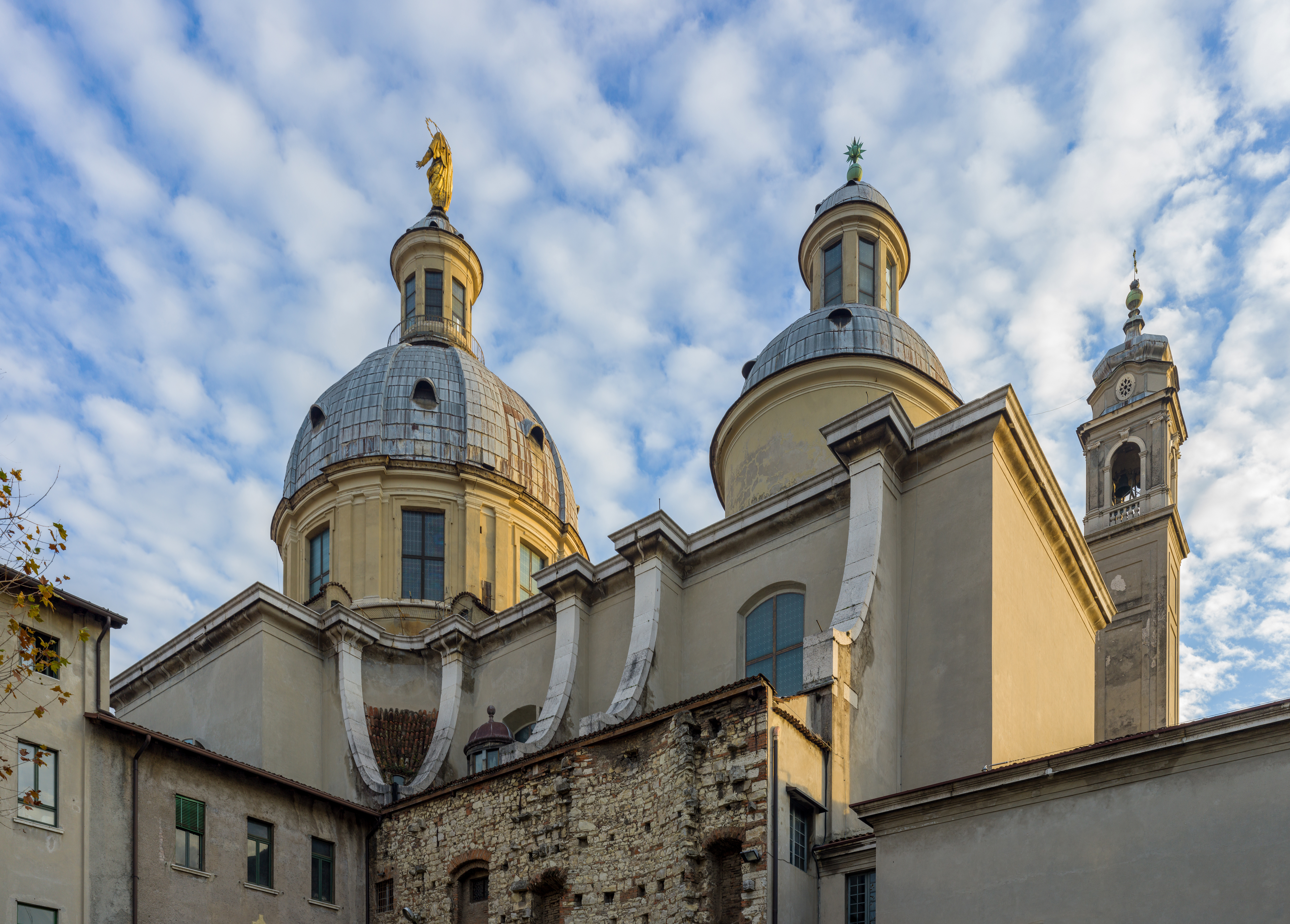
Il lato nord-ovest della chiesa con le due cupole e la torre campanaria.

Il cantiere, avviato dunque nel 1720, dura circa venticinque anni, fino al 1746. Giorgio Massari si mantiene costantemente in contatto con la fabbrica attraverso lettere, inviando disegni e particolari architettonici e decorativi. Visita comunque più volte il cantiere per accertare l'esecuzione regolare delle sue direttive, fin dal primo anno, il 1721: una nota nel Libro delle spese della Fabbrica attesta: "Regalo al sig. Giorgio Massari architetto per viaggi e visita alla fabrica". Altre visite si segnalano nel 1727 e nel 1728, e in quest'ultimo anno invia alla fabbrica il progetto della facciata, che poi non sarà compiuta. Per le trentasei colonne monolitiche, che dovevano essere collocate all'interno della chiesa, il Massari pensa inizialmente di far importare a Brescia una tonalità rosata di marmo rosso di Verona, ma viene fortunatamente scoperta una cava di pietra simile molto vicina alla città, come dimostra la cronaca di Alfondo Cazzago che, mentre descrive lo stato del cantiere al 5 dicembre 1725, annota: Quali colonne sono assai piaciute, e sono di marmo non mai più adoperato, ma fatto scoprire dalla Provvidenza di Dio lontano solo quattro miglia, cioè sul terren di Botticino da Sera.
Nel 1729 il cantiere riceve l'importante visita di Filippo Juvarra, chiamato in città per dare consigli su come estrarre le imponenti colonne interne del Duomo nuovo. Sempre il Cazzago riporta: "(Filippo Juvarra) ha veduto ancora la Fabrica della nostra Chiesa qui alla Pace, e l'ha lodata, ed approvata in tutto esprimendosi di non vedervi un difetto. Perciò ha detto che il Duomo sarà lo sposo, e la nostra Chiesa sarà la sposa tutta bella e ornata. Nel 1731 è ancora il Cazzago, che morirà a breve, a darci un nuovo resoconto sullo stato del cantiere: in quell'anno, le colonne sono ormai tutte collocate e una buona parte dell'edificio è costruita fino alla trabeazione di queste. comprese le cappelle laterali. Nello stesso anno, Bartolomeo Spazzi viene sostituito da Giacomo Scalvi alla direzione del cantiere, il quale avvia la fabbricazione dei due altari laterali principali, posti al centro della navata, e dell'altare maggiore: la decorazione scultorea dei tre viene affidata ad Antonio Calegari.
Nel 1736 il Massari è nuovamente in visita al cantiere per avviare i lavori di erezione della cupola, parte di notevole impegno dell'intero complesso architettonico. Nel gennaio 1737 giunge ai padri il gradito dono di Angelo Maria Querini: la pala dell'altare maggiore, la Presentazione al Tempio di Gesù di Pompeo Batoni (vedi dopo). Contemporaneamente all'innalzamento della cupola si provvede alla costruzione del campanile: il Massari invia in proposito una lettera molto dettagliata che ne descrive le caratteristiche architettoniche e le misure, mostrando una certa preoccupazione sul fatto che tutto venga eseguito secondo le sue direttive.

## La decorazione degli interni

L'interno.

Nel 1738, rivestita di piombo la cupola, ha inizio la decorazione pittorica degli interni, monocroma color grigio stucco polveroso: Francesco Monti, che già in quell'anno aveva cominciato a dipingere per la chiesa la Madonna col Bambino e San Maurizio, viene chiamato ad affrescare i riquadri della volta con gli Episodi della vita della Vergine, affiancato da Giacomo Zanardi che si occupa invece dell'ornato. I lavori dei due proseguono fino al 1746.
Gli anni dal 1739 al 1746, dunque contemporaneamente al lavoro dei due pittori, vedono un'ulteriore, fervida attività decorativa e scultorea all'interno della chiesa. I marmisti di Rezzato e Botticino sono attivamente impegnati nell'assemblaggio degli altari della crociera e dell'altare maggiore, per i quali viene chiesta la consulenza di Giovanni Maria Morlaitero. Le statue di Antonio Calegari, già commissionate anni prima, vengono posizionate nello stesso periodo, od integrate negli altari in via di realizzazione. Il Massari, in concomitanza con questi lavori, invia una ricca serie di disegni per gli interni, ad esempio per il pavimento del presbiterio, per le due cappelle centrali, per i capitelli e per altre decorazioni interne alla chiesa: questi ultimi due, in particolare, vengono eseguiti per mano di Giovanni Zirotti, raffinato scultore locale.
È possibile percepire l'effettivo impegno di Giorgio Massari nella fabbrica, così come la sua preoccupazione che tutto si svolgesse secondo le sue direttive, da una lunga serie di annotazioni leggibili in più contratti; in uno, ad esempio, si può leggere: "attenersi al dissegno fissato ed approvato dal sig. Giorgio Massari Architetto", oppure, riguardo ai capitelli, "devono essere fatti secondo le misure e dissegno fatto dal sig. Giorgio Massari", oppure ancora, in una polizza, si dice addirittura che "le sagome, mandate dal sig. Giorgio Massari Architetto in giusta misura, dovranno essere copiate dall'artefice e restar in mano dei Padri Fabriceri le sagome originali per confrontare la giusta esecuzione, non dovendosi prendere un minimo arbitrio sopra di esse [...] e occorrendo qualche difficoltà, avvisare per scrivere, e aspettare la risoluzione dell'architetto".
Nel 1745 la chiesa si arricchisce di opere d'arte: il pittore Giacomo Zoboli fornisce la pala di San Filippo Neri genuflesso davanti alla Madonna, Giambattista Pittoni la Madonna col Bambino adorata da San Carlo Borromeo e Pompeo Batoni il San Giovanni Nepomuceno davanti alla Vergine, contribuendo così con un'altra opera oltre a quella già realizzata per l'altare maggiore. Nel 1737 era invece arrivato il San Francesco di Sales cui appare la Madonna di Antonio Balestra, commissionato da Emilia Venazzoli, anonima benefattrice locale. Il completamento delle sculture avviene con 10 statue di Cesare Zani di Rezzato negli anni 1880-1891.

### La consacrazione
Il 24 maggio 1746 la chiesa, ormai completata nei suoi elementi principali, mancando solo i quattro altari laterali, viene consacrata dal vescovo Angelo Maria Querini. Così il Guerrini, sulla scorta della relazione redatta al tempo, descrive la solenne giornata della consacrazione: "Compiuto il tempio, il Cardinal Querini in persona volle consacrarlo il 24 maggio 1746 con lo splendore delle funzioni pontificali, perché fosse solennemente inaugurato con le feste annuali in onore di San Filippo (il 26 maggio è la memoria liturgica di San Filippo Neri) [...] Grandiosi festeggiamenti in quei giorni alla Pace! Splendore di riti sacri, sfarzo settecentesco di addobbi, profusione di musica vocale e strumentale, accademie letterarie, versi, elogi, una folla immensa accorsa ad ammirare la mole e le eleganze architettoniche del nuovo tempio.
I Padri Filippini, in riconoscenza al Massari che aveva saputo creare per loro una degna chiesa, gli inviano a Venezia un prezioso reliquiario d'argento. Nel 1756, oltretutto, avviata la realizzazione delle cantorie, viene nuovamente chiesta consulenza al Massari circa i colori da utilizzare e i dettagli architettonici.

### Organo a canne
Posto su due cantorie gemelle ai lati dell'altar maggiore, è uno strumento a tre tastiere nato dall'unione dei due corpi, comunque suonabili autonomamente attraverso due consolle meccaniche, l'uno Amati del 1854 e l'altro Tamburini del 1972.

## Galleria d'immagini delle statue

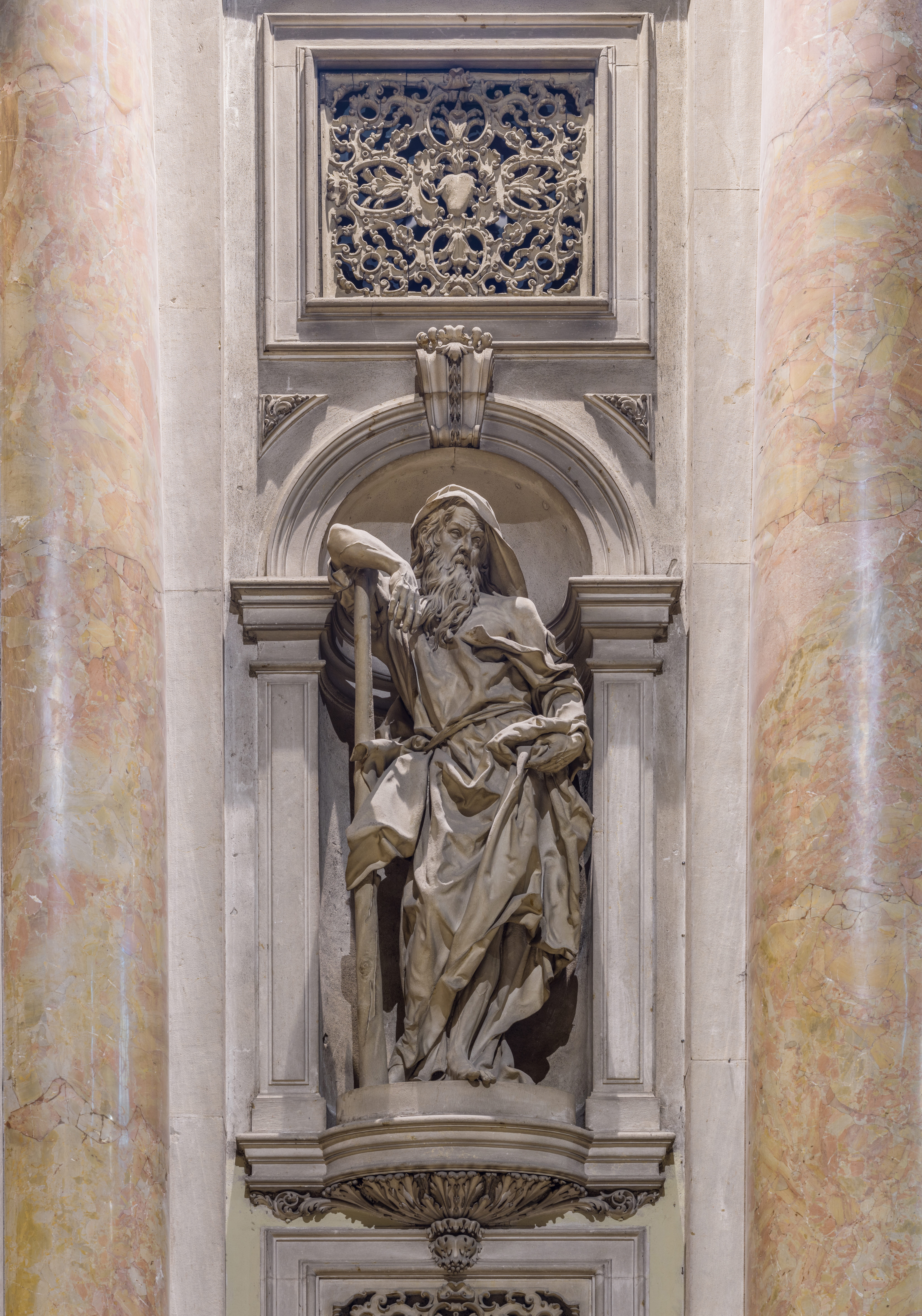
San Giacomo il Minore di Antonio Calegari.
Evangelista Giovanni di Antonio Calegari.
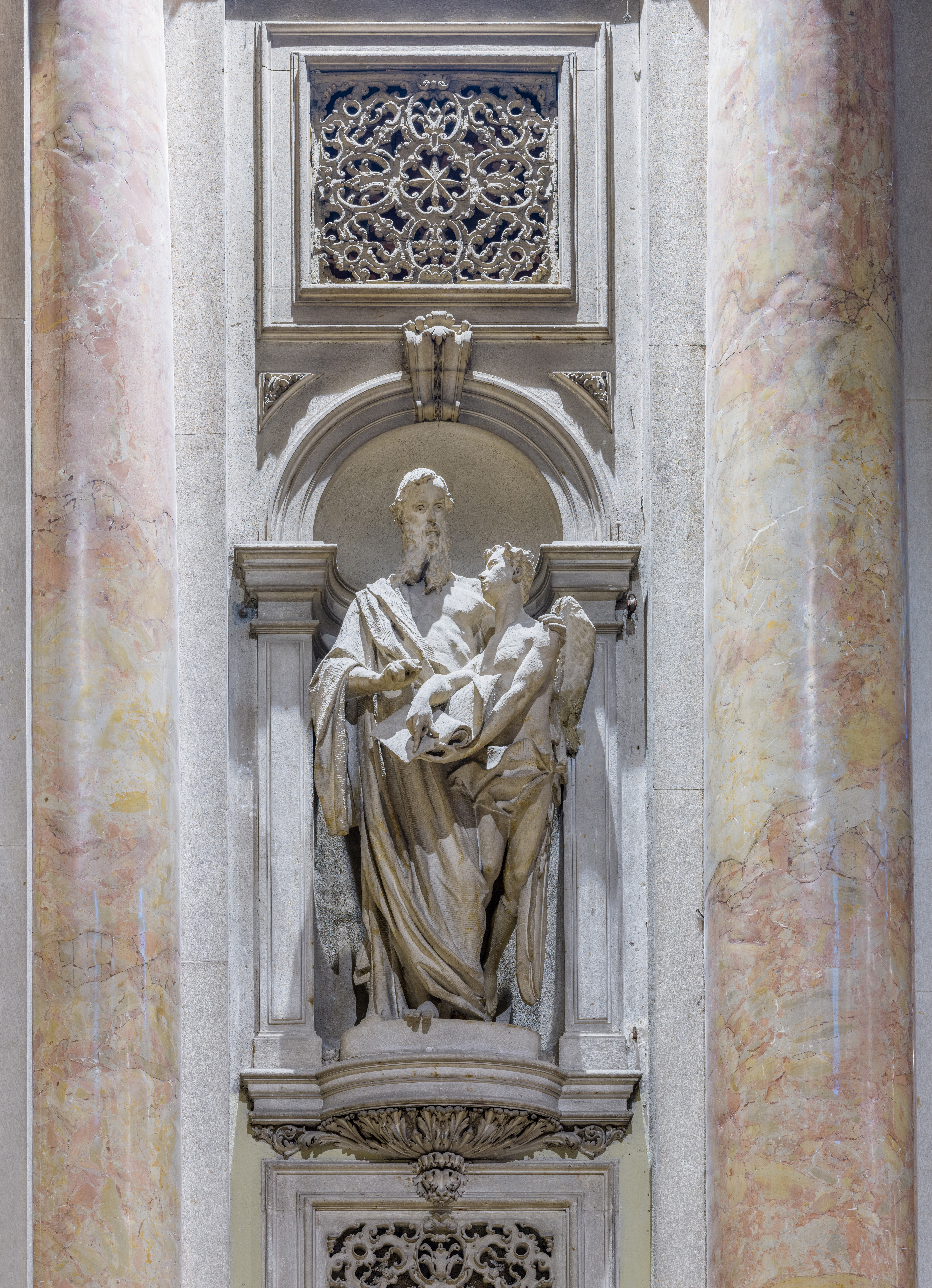
Evangelista Matteo di Cesare Zani.

## Galleria d'immagini degli altari

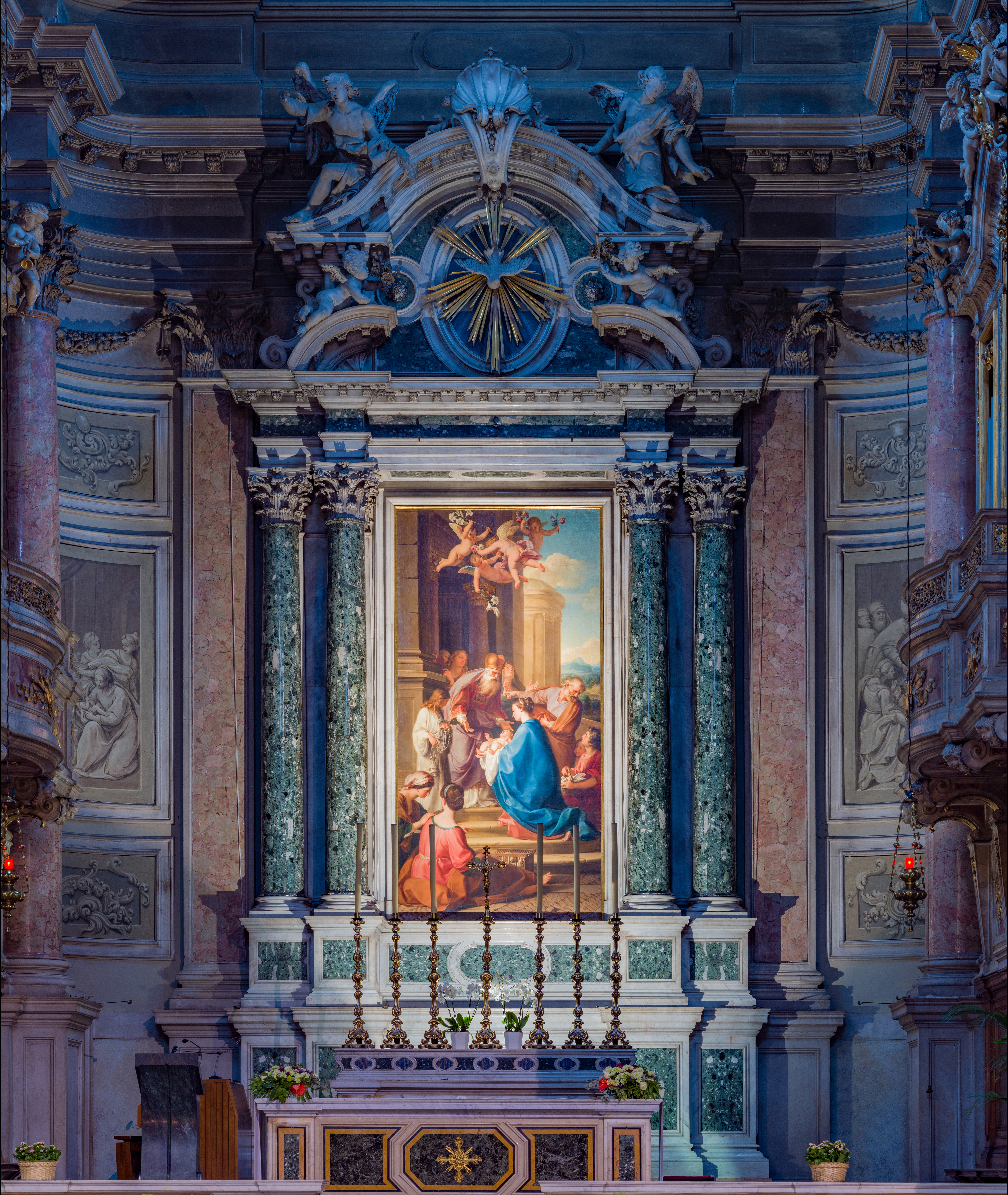
Altare maggiore, pala di Pompeo Batoni.
Altare San Filippo Neri, pala di Giacomo Zoboli.
Altare San Giovanni Nepomuceno, pala di Pompeo Batoni.
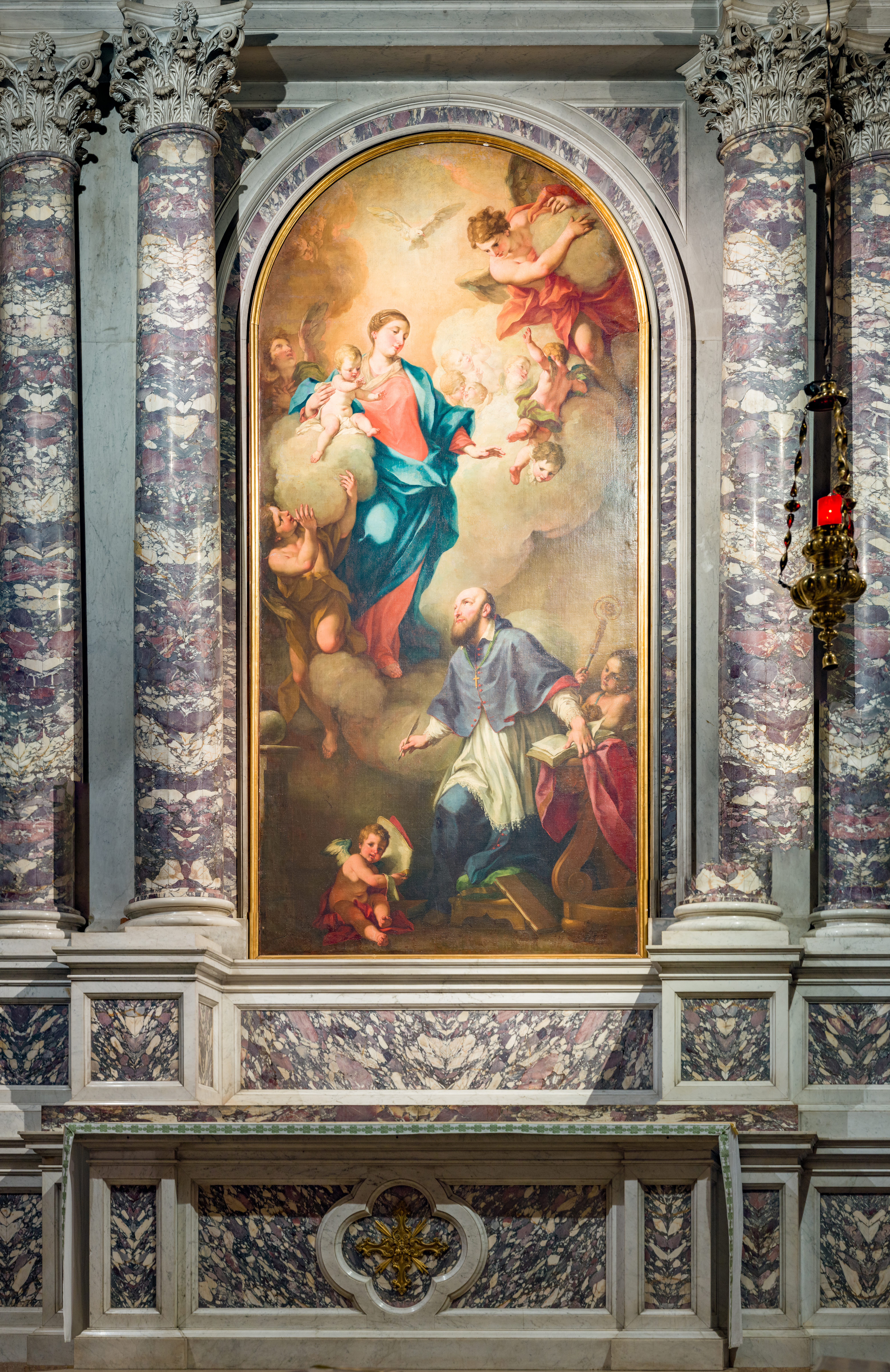
Altare San Francesco di Sales, pala di Antonio Balestra.
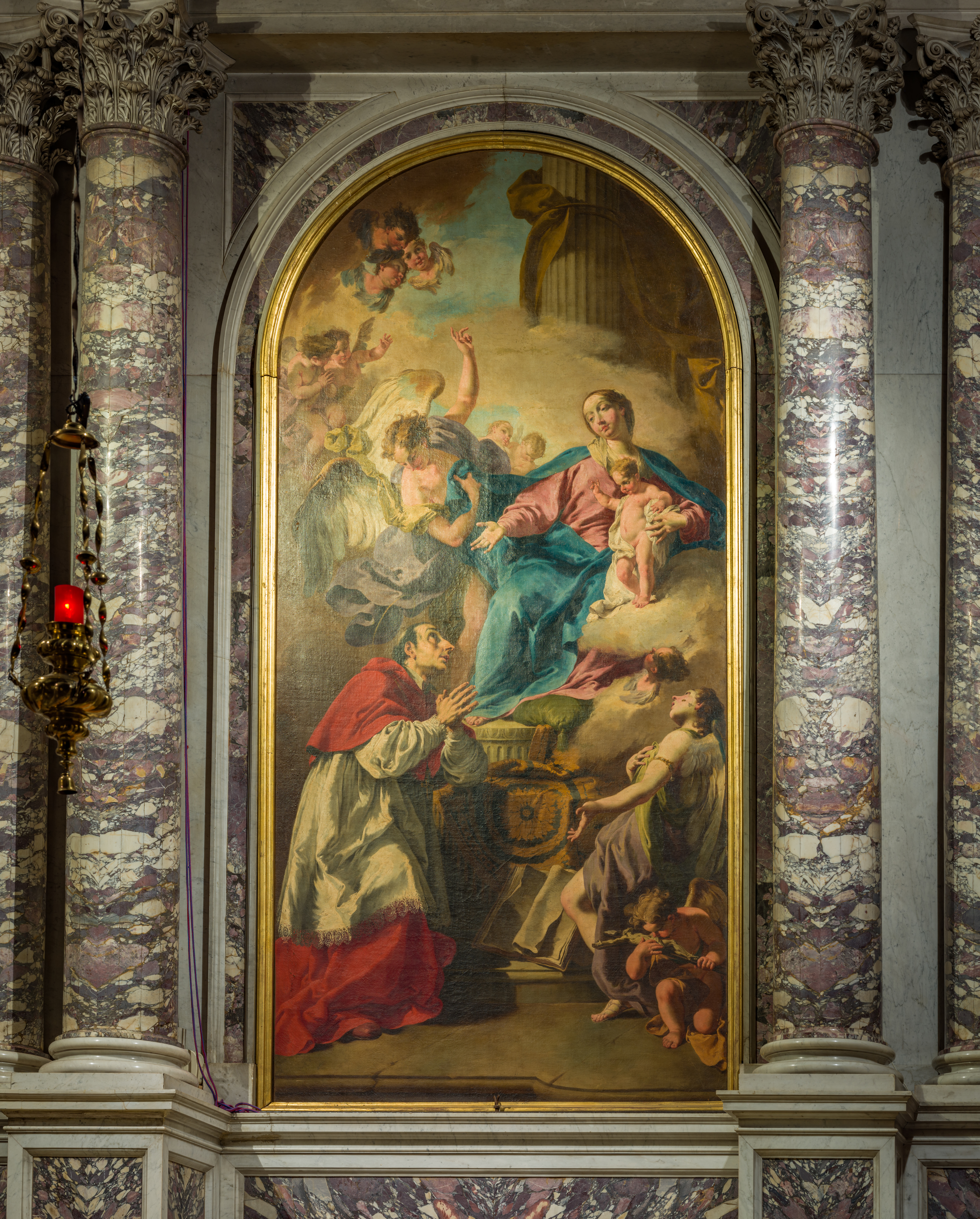
Altare San Carlo Borromeo, pala di Giovanni Battista Pittoni.